# ジョン・レィヴァリ
ジョン・レィヴァリ（Sir John Lavery RA RSA RHA、1856年3月20日 - 1941年1月10日）はアイルランド生まれの画家である。主に人物画を描いたが、第一次世界大戦中は軍艦や飛行船、軍需工場なども描いた。

## 略歴
アイルランドのベルファストで生まれた。子供時代にスコットランドに移り、1870年代にグラスゴーの美術学校(Haldane Academy) でウィリアム・ライオネル・ワイリー (William Lionel Wyllie:1851-1931)に学んだ。1883年にフランスに渡り、グレ＝シュル＝ロワンの芸術家村に滞在し、自然主義の画家、ジュール・バスティアン＝ルパージュの作品に触れた。グラスゴーに戻った後、1888年にグラスゴーで開かれた国際博覧会展覧会を訪れたヴィクトリア女王を描く仕事をした。パリにも滞在し、アカデミー・ジュリアンでウィリアム・アドルフ・ブグローやトニ・ロベール＝フルーリーに学んだ。
画家として知られるようになり、ロンドンに移り、多くの上流階級の人々の依頼で肖像画を描くようになった。ロンドンでは肖像画家のジェームズ・マクニール・ホイッスラーとも親しくなりその影響を受けた。
ジェイムズ・ガスリーやアレクサンダー・ロシュといった画家たちと親しく、毎年、王立グラスゴー美術協会（Royal Glasgow Institute of the Fine Arts）の展覧会に出展し、彼らとともに「グラスゴー派」の画家の一人とされる。
1889年に結婚し、娘が生まれたが、夫人は1891年に肺炎で亡くなり、その後レィヴァリは北アフリカにしばらく滞在した。1909年に画家の Hazel Lavery と再婚し、彼女の肖像画を何点か描いた。1911年にロイヤル・アカデミー・オブ・アーツの準会員に選ばれた。
第一次世界大戦が始まると、同じアイルランド出身の画家、ウィリアム・オーペンとともに、公式戦争画家に任じられたが、西部戦線で負傷し、ロンドンに戻り、後方での戦時の情景を描いた。
1918年にナイトの称号を与えられ、1921年にロイヤル・アカデミー・オブ・アーツの正会員に選ばれた。

## 作品

### 肖像画

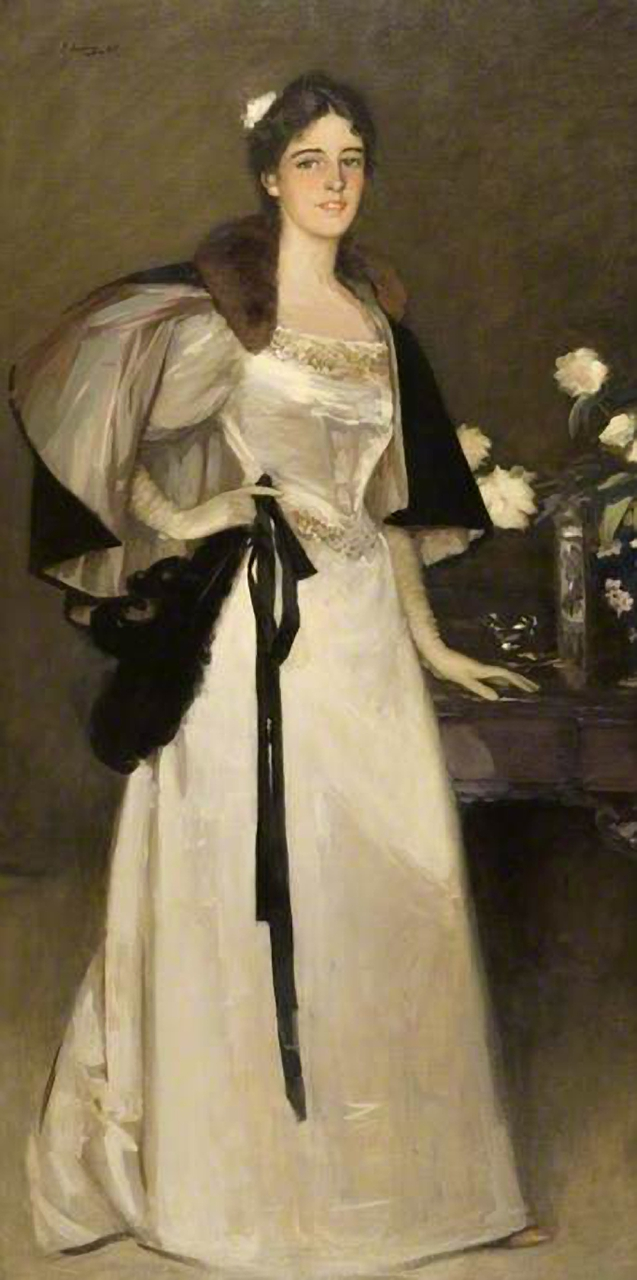
Miss Mary Burrell-実業家の夫人(1895)
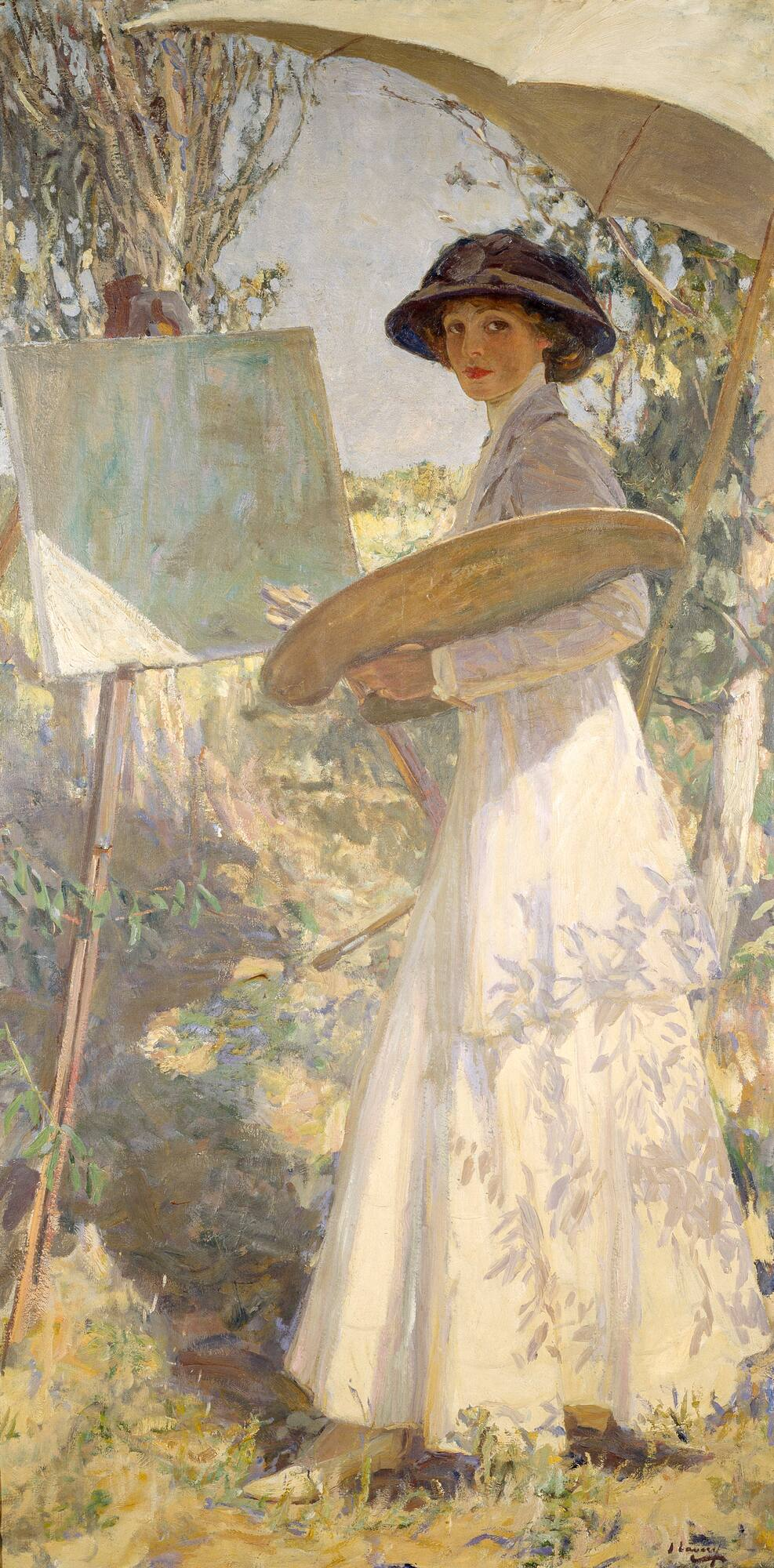
レィヴァリ夫人 (1910)
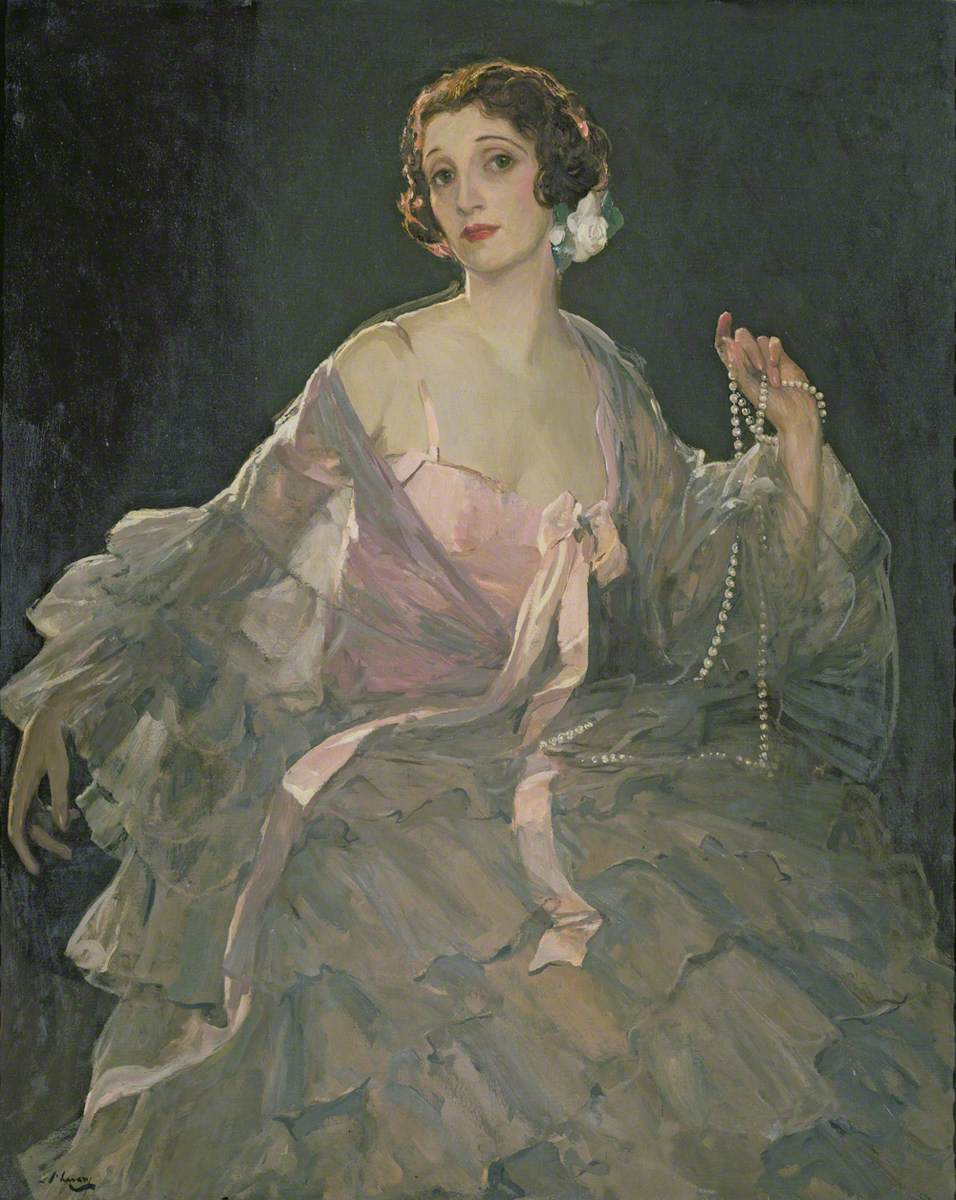
レィヴァリ夫人 (1922)
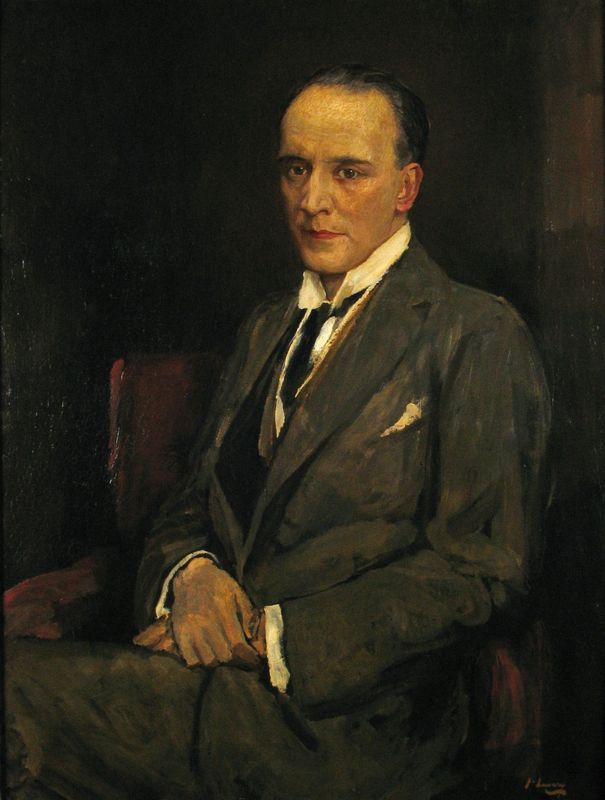
Kevin O'Higgins-アイルランドの政治家 (1923)

### 第一次世界大戦時の作品

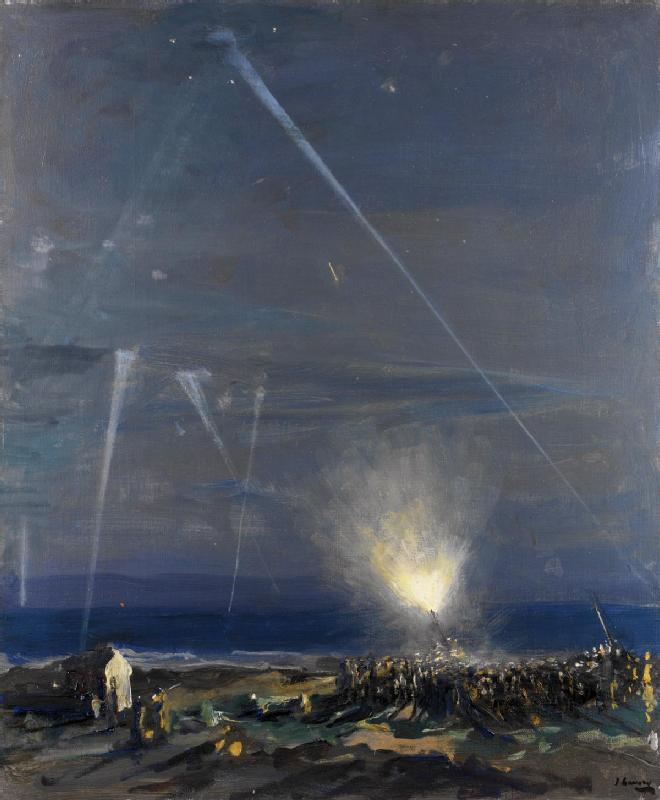
沿岸守備の高射砲(1917)
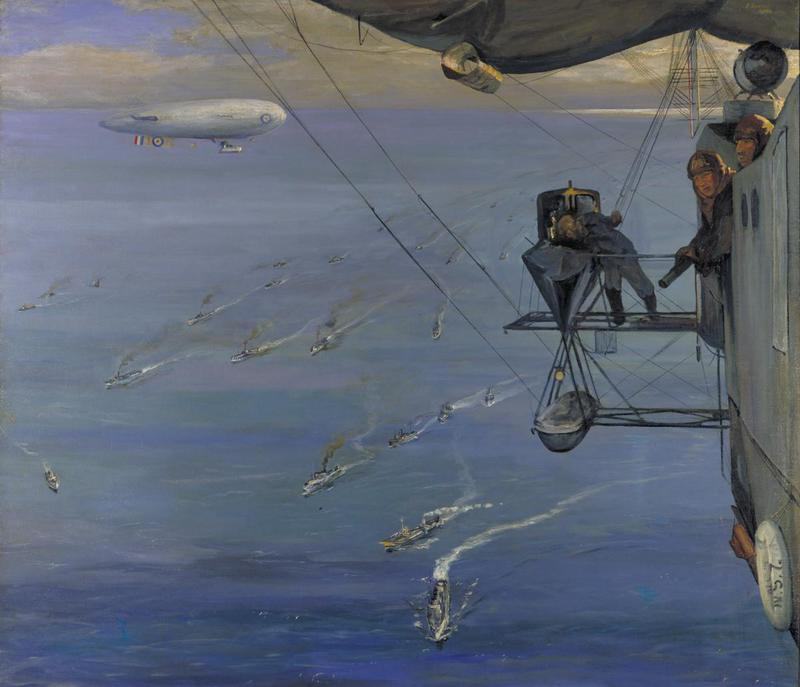
飛行船から見た北海の船団(1918)
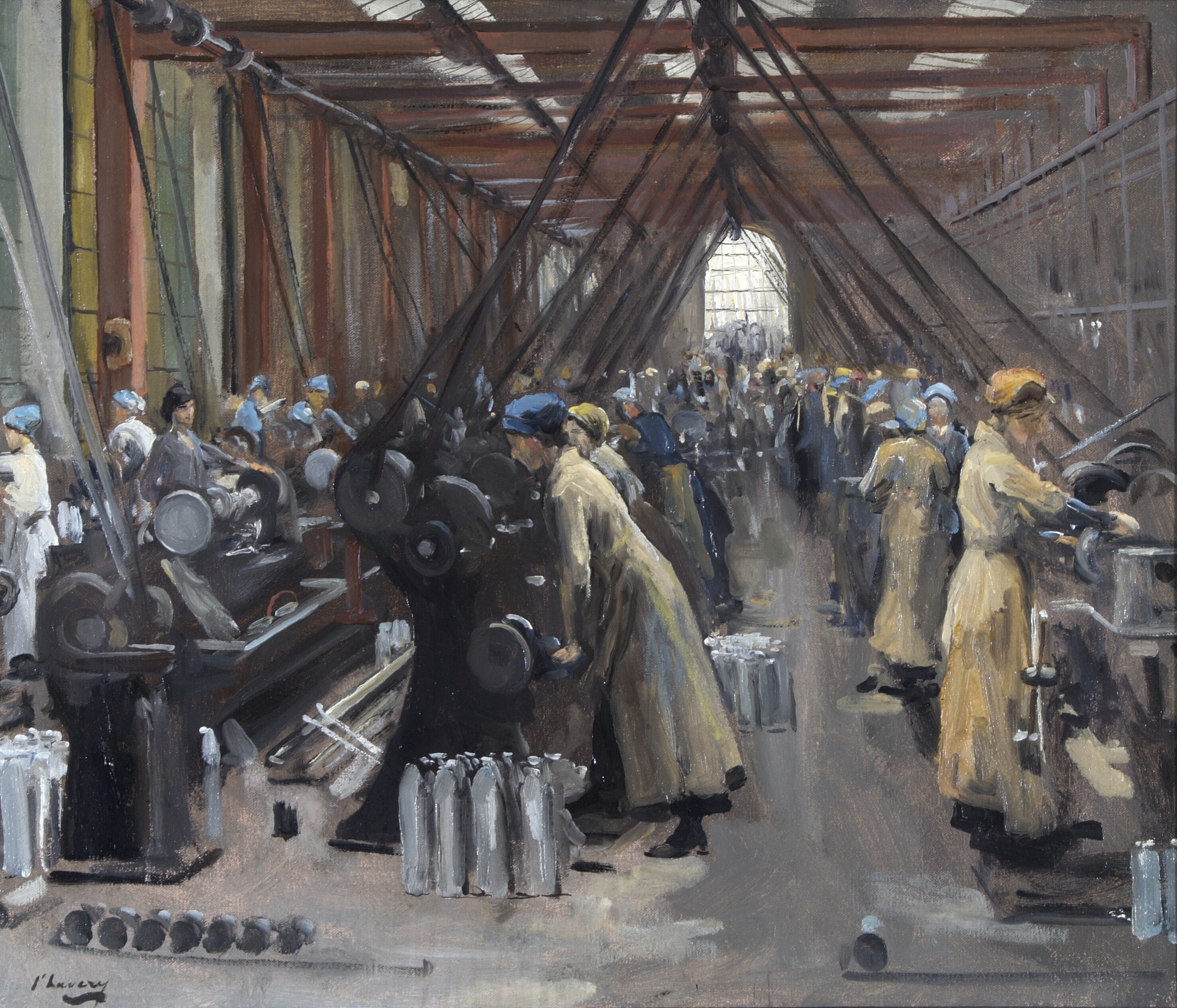
軍需工場で働く女性たち
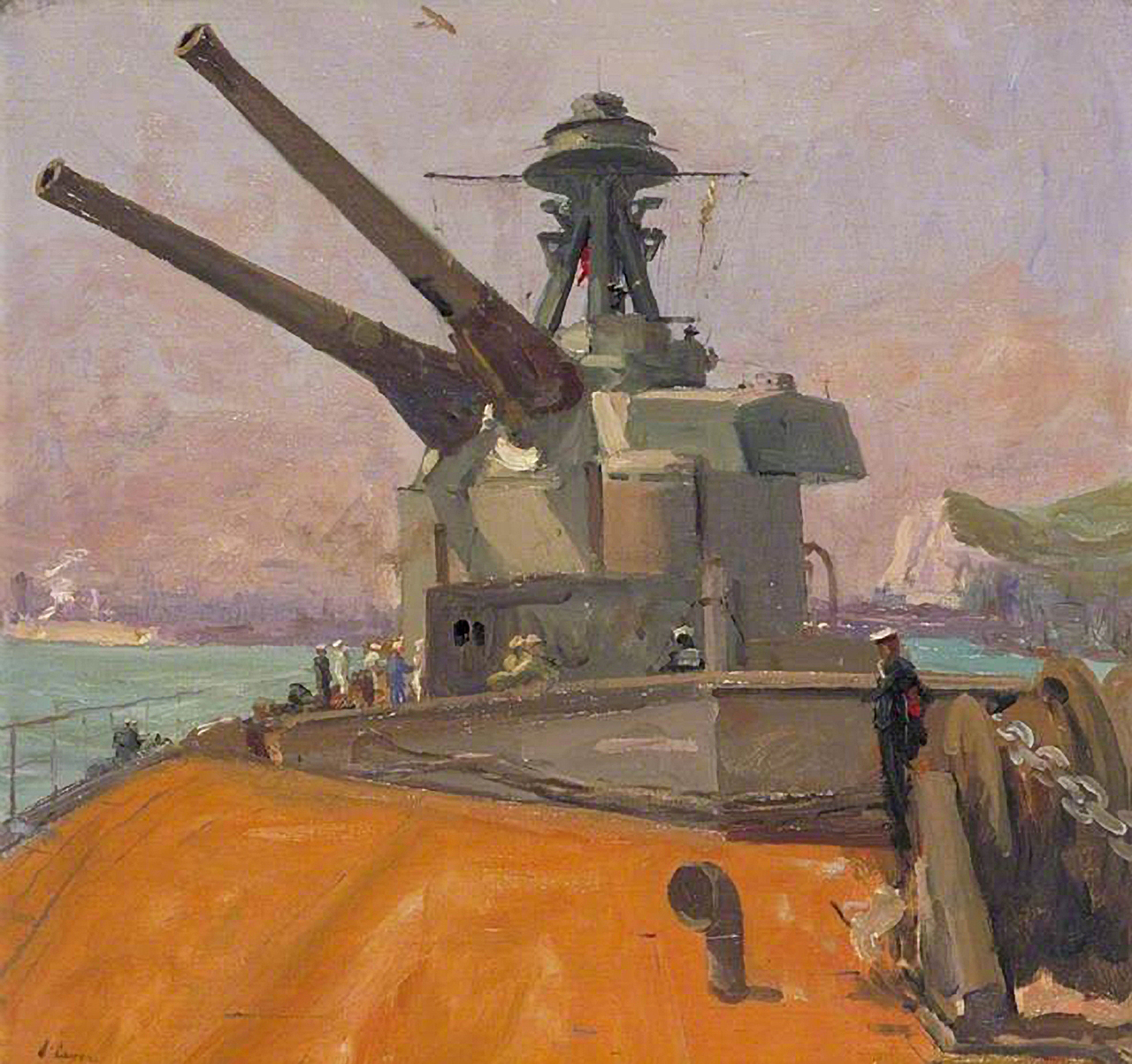
戦艦